# Carisio
En la mitología griega Carisio (Χαρίσιος) era un príncipe arcadio, hijo de Licaón, el rey que fue convertido en lobo. En su afán por civilizar Arcadia, que entonces sólo estaba poblada por pequeños grupos de nómadas, fundó la ciudad de Carisia, a la que dio su nombre.